# Glochidion ramiflorum
Glochidion ramiflorum là một loài thực vật có hoa trong họ Diệp hạ châu. Loài này được J.R.Forst. & G.Forst. mô tả khoa học đầu tiên năm 1775.